# Laura Luís
Laura José Ramos Luís (Funchal, 15 agosto 1992) è una calciatrice portoghese, attaccante dell'Albergaria.

## Palmarès
- Campionato portoghese: 1

Braga: 2018-2019
- Supercoppa di Portogallo: 1

Braga: 2018
- Coppa del Portogallo femminile: 1

Braga: 2019-2020
- Coppa di Lega portoghese: 1

Braga: 2021-2022